# Ugo Poletti
Ugo Poletti (Omegna, 19 april 1914 - Rome, 25 februari 1997) was een Italiaans geestelijke en kardinaal van de Rooms-Katholieke Kerk.
Poletti studeerde aan het grootseminarie van Novara en werd op 29 juni 1938 priester gewijd. Hij werd hierna rector van het seminarie in Novara. Hij werkte van 1947 tot 1951 als pastoor in het bisdom Novara, van welk bisdom hij in 1954 pro-vicaris-generaal werd. Paus Pius XII benoemde hem in 1955 tot apostolisch protonotaris. Dezelfde paus benoemde hem in juli 1958 tot titulair bisschop van Medeli en tot hulpbisschop van Novara. Bisschop Poletti woonde het Tweede Vaticaans Concilie bij. Paus Paulus VI maakte hem in 1967 aartsbisschop van Spoleto. Tot 1969 was hij daarnaast apostolisch administrator van het bisdom Todi. In 1972 werd hij titulair aartsbisschop van Cittanova en tot een van de twee vice-regenten van het bisdom Rome (de andere was Ettore Cunial).
Tijdens het consistorie van 5 maart 1973 creëerde Paulus hem kardinaal. Hij kreeg de Santi Ambrosio e Carlo als titelkerk. Hij werd meteen benoemd tot kardinaal-vicaris van Rome en tot aartspriester van de Sint-Jan van Lateranen. Kardinaal Poletti nam deel aan zowel het eerste conclaaf als het tweede conclaaf van 1978, welke leidden tot de verkiezing van respectievelijk paus Johannes Paulus I en Johannes Paulus II. Tijdens dat laatste conclaaf zou hij in de eerste stemronde enkele stemmen hebben vergaard. Van 1985 tot 1990 was hij voorzitter van de Italiaanse bisschoppenconferentie. 
Hij legde in 1991 al zijn functies neer en overleed zes jaar later aan de gevolgen van een hartinfarct. Hij werd begraven in de Basiliek van Maria de Meerdere.

## Bron
- Biografische aantekening, met foto, op The Cardinals of the Holy Roman Church